# Бенет, Нафтали
Нафта́ли Бе́нет (иногда — Беннет, ивр. נַפְתָּלִי בֶּנֶט‎; род. 25 марта 1972, Хайфа, Израиль) — израильский государственный и политический деятель. Премьер-министр Израиля с 13 июня 2021 по 1 июля 2022 года.
Основатель партии «Ха-Ямин ха-Хадаш» вместе с Аелет Шакед. Один из основателей движения «Мой Израиль». В прошлом израильский предприниматель и директор стартапов.

## Биография
Бенет родился в Хайфе, один из трёх сыновей в семье еврейских американских иммигрантов Джима и Мирны Бенет, которые переехали в Израиль из Сан-Франциско после Шестидневной войны.
Во время службы в Армии обороны Израиля служил командиром роты в спецподразделениях Сайерет Маткаль и Маглан, продолжает служить в резерве в звании майора.
Изучал юриспруденцию в Еврейском университете в Иерусалиме.
В 1999 году стал соучредителем и генеральным директором Cyota — компании, занимающейся разработкой программного обеспечения в области компьютерной безопасности. Cyota была продана в 2005 году компании RSA Security за 145 миллионов долларов США.
Бенет женат, имеет четырёх детей, живёт в Раанане.

## Политическая деятельность
После участия во Второй ливанской войне Бенет присоединился к тогдашнему лидеру оппозиции Биньямину Нетаньяху и работал в качестве начальника его канцелярии с 2006 по 2008 год. Возглавлял команду, которая разработала план реформ системы образования.
31 января 2010 года Бенет был избран генеральным директором Совета поселений Иудеи, Самарии и Газы и возглавил борьбу против замораживания строительства поселений в 2010 году. Был в этой должности до января 2012 года.
В апреле 2011 года стал соучредителем внепарламентского движения «Мой Израиль» с более чем 80 тысячами членов.
В апреле 2012 года основал движение «Израильтяне». Впоследствии Бенет ушёл из «Ликуда» и присоединился к партии «Еврейский дом». После предложил свою кандидатуру на пост партийного лидера.
Набрал около 67 % голосов на внутрипартийных выборах 6 ноября 2012 года, после чего был избран в качестве главы «Еврейского дома».
Бенет отмечался неоднократно как убеждённый сторонник двухсторонних контактов между Израилем и Россией, а также и дальнейшего укрепления этих связей. В 2013 году, в своём выступлении в рамках проекта встреч с израильскими политиками в нью-йоркском центре YMCA, Бенет высказался: «У Израиля тесные и прочные, даже тёплые отношения с Россией. У нас много выходцев из России живут в Израиле. У меня у самого предки приехали в Израиль из Российской империи, нас многое связывает. Российские лидеры и президент Путин делают много для того, чтобы у нас цели совпадали, а всякого рода несогласия очень быстро разрешались. Конечно, есть большие вопросы со связями с террористами и Ираном, но эти вопросы сложные и долгоиграющие. Я считаю, что Россия надёжный сторонник Израиля».
В 2018 году покинул партию «Еврейский дом» и стал одним из основателей партии «Новые правые». Блок «Новые правые» не прошёл процентный барьер на выборах в апреле 2019 года. Тогда же «Новые правые» участвовали в коалиции «Ямина». Нафтали Бенет был избран членом парламента.
2 июня 2021 года в Израиле оппозиция подписала соглашение о создании правительственной коалиции. Первым премьер-министром Израиля в ротации стал председатель партии «Ямина» Нафтали Бенет, а председатель партии «Еш Атид» Яир Лапид впоследствии стал альтернативным премьер-министром.

### Премьер-министр
13 июня 2021 года Бенет был избран премьер-министром Израиля, набрав 60 голосов депутатов Кнессета из партий Ямина, Тиква Хадаша, Наш дом Израиль, Еш Атид, Кахоль-лаван, МЕРЕЦ, Авода и Объединённый арабский список (PAAM), в то время как 59 депутатов проголосовали против и один воздержался.
20 июня 2022 года Нафтали Бенет и его ключевой партнёр по коалиции Яир Лапид провели пресс-конферецию, в ходе которой объявили о своем решении подать законопроект о роспуске кнессета 24-го созыва. Согласно коалиционному соглашению в ситуации роспуска парламента пост премьер-министра должен перейти к Яиру Лапиду; в своем выступлении Нафтали Бенет высказал намерение исполнить условия соглашения и передать пост Лапиду.

### Экс-премьер
В октябре 2023 (см. Вторжение ХАМАС в Израиль (2023)) в эфире SkyNews, когда при нём ведущий упомянул гуманитарную катастрофу в Газе из-за отключения Израилем электричества, Беннет резко ответил: «Вы серьёзно продолжаете спрашивать меня о палестинских гражданских? Что с вами не так? Вы что, не видели, что случилось? Мы сражаемся с нацистами… Когда Великобритания воевала во Второй мировой, никто не спрашивал, что происходило в Дрездене. Потому что там были нацисты, чьей целью был Лондон».